# Nekromantik (film)
Nekromantik (NEKRomantik) är en västtysk skräckfilm i exploateringsgenren från 1987, regisserad av Jörg Buttgereit. Filmen är kontroversiell och har förbjudits i flera länder på grund av dess ingående skildringar av sexuellt våld och nekrofili.

## Handling
Robert Schmadtke arbetar inom ett renhållningsföretag som bland annat städar upp efter trafikolyckor. Han har en ovanlig hobby: att samla på kroppsdelar. Hans flickvän Betty blir sexuellt upphetsad av hans groteska samling. En dag får Robert i uppdrag att begrava ett lik som påträffats i en sjö, men istället tar han med sig det hem. Betty är dock mer intresserad av att ha sex med det ruttnande liket än med sin pojkvän.